# Бобровський Альберт Іванович
Альбе́рт Іва́нович Бобро́вський (рос. Альберт Иванович Бобровский; 14 вересня 1931 — 16 квітня 2020) — радянський військовик, заслужений військовий льотчик СРСР, кандидат військових наук, генерал-лейтенант авіації.
Один з тринадцяти повних кавалерів ордена «За службу Батьківщині у Збройних Силах СРСР».

## Життєпис
Народився в Сталінградській області в родині військового льотчика.
У 1949 році закінчив Сталінградське суворовське військове училище.
У 1952 році закінчив Борисоглібське військове авіаційне училище льотчиків.
У 1961 році закінчив Військово-повітряну академію імені Ю. О. Гагаріна.
Проходив військову службу в Прибалтійському ВО, ГРВН, Забайкальському ВО. Почергово пройшов всі посади у винищувальній та бомбардувально-винищувальній авіації: льотчик-винищувач (1952—1954), старший льотчик-винищувач (1954—1956), командир ланки (1956—1957), заступник командира ескадрильї — штурман (1961—1963), командир ескадрильї (1963—1964), заступник командира полку з політичної частини (1964), командир полку винищувачів-бомбардувальників (1966—1968), заступник командира (1968—1970) і командир (1970—1973) авіаційної дивізії, заступник командувача 23-ю повітряною армією (1973—1975). Літав на всіх типах літаків МіГ та Су.
У 1975—1977 — заступник начальника, а у 1977—1988 роках — начальник 4-го центру бойового застосування і перенавчання льотного складу ВПС СРСР (м. Липецьк).
У 1988—1991 роках — заступник начальника Військово-повітряної академії імені Ю. О. Гагаріна з навчальної та наукової роботи.

## Нагороди
- Орден Червоної Зірки.
- Орден «За службу Батьківщині у Збройних Силах СРСР» 1-го ступеня (27.12.1982).
- Орден «За службу Батьківщині у Збройних Силах СРСР» 2-го ступеня (21.02.1978).
- Орден «За службу Батьківщині у Збройних Силах СРСР» 3-го ступеня (30.04.1975).
- медалі.
- Заслужений військовий льотчик СРСР.